# Хаккаська Вікіпедія

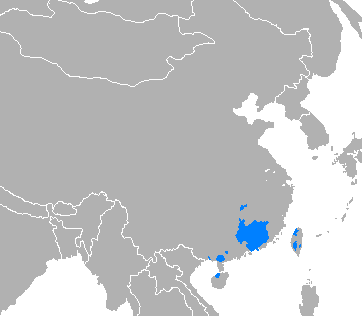
Регіон розповсюдження хаккаської мови.

Хаккаська Вікіпедія (хакк. Hak-kâ-ngî Wikipedia) — розділ Вікіпедії хаккаською мовою. Створена у 2007 році. Хаккаська Вікіпедія станом на 27 березня 2025 року містить 10 336 статей, 34 517 зареєстрованих користувачів, 34 активних дописувачів, 1 адміністратора
. Загальна кількість сторінок в хаккаській Вікіпедії — 19 804, редагувань — 129 683, мультимедійні файли відсутні
. Глибина (рівень розвитку мовного розділу) хаккаської Вікіпедії дуже мала і становить лише 5.5 пунктів
. 

## Історія
- Травень 2007 — створена 100-та стаття[3].
- Серпень 2009 — створена 1 000-на стаття[3].
- Серпень 2015 — створена 5 000-на стаття[4].